# Musica indipendente
La musica indipendente, comunemente nota come musica indie o semplicemente indie, è un'ampia categoria musicale caratterizzata da libertà creative, budget ridotti e un approccio DIY alla creazione musicale, che ha avuto origine dalla sempre maggior richiesta di libertà artistica sulle major, e dalle libertà concesse dalle etichette discografiche indipendenti. Con musica indie ci si riferisce spesso ad una serie di stili correlati che si allontana dalle convenzioni mainstream. Esistono diversi sottogeneri di musica indipendente che combinano caratteristiche con altri generi, come indie pop, indie rock, indie folk ed Indietronica.
Le origini della musica indipendente risiedono nelle etichette discografiche indipendenti britanniche, come Rough Trade e Mute. Negli anni '70, queste etichette hanno contribuito all'emergere di un suono distinto, influenzato dal post-punk e dalla new wave. NME ha pubblicato l'influente album di compilation C86 nel 1986 e ha contribuito alla diffusione e allo sviluppo dell'indie. La musica indipendente americana è emersa per la prima volta negli anni '80 ed è stata diffusa tramite le radio universitarie. Nel 21° secolo, l'indie ha ispirato molti sottogeneri distinti, come l'indie folk. Grazie a Internet, la musica indie ha visto una diffusione globale della popolarità, poiché gli appassionati di musica non dipendevano più dalle pubblicazioni per trovare nuova musica.
Le etichette discografiche indipendenti, importanti per lo sviluppo della musica indie, sono caratterizzate da operazioni più piccole, finanziamenti inferiori e un maggiore controllo creativo degli artisti rispetto alle major. Le etichette indipendenti utilizzano una varietà di metodi di distribuzione, con l'etichetta che generalmente detiene il copyright per la registrazione audio. Generalmente forniscono anticipi più piccoli, o talvolta nessun anticipo, e alcune possono offrire royalty più elevate rispetto alle major.

## Caratteristiche
Sebbene il termine "Indie" sia stato utilizzato originariamente per descrivere la musica pubblicata su etichette discografiche indipendenti, il termine è poi evoluto fino a descrivere uno specifico suono.. Una caratteristica distintiva della musica indie è che gli artisti mantengono molto più controllo creativo sulla loro musica rispetto a quello che hanno con le major. Le band spesso hanno budget ridotti e impiegano un'etica DIY che influenza anche il loro suono. La musica indie rappresenta generalmente musica chitarristica che si allontana dalle convenzioni commerciali. Spesso presenta testi sinceri ed emotivi, con molti riferimenti culturali e sociopolitici. Molti artisti sotto contratto con major hanno mantenuto il controllo creativo e sono ancora considerati comunque artisti indie.

## Storia

### Origini delle etichette indipendenti
Le etichette indipendenti hanno una lunga storia negli sviluppi della musica popolare, risalendo al periodo postbellico negli Stati Uniti, con etichette come Sun Records, King Records e Stax Records. Nel Regno Unito negli anni '50 e '60, le principali case discografiche avevano così tanto potere che le etichette indipendenti hanno lottato per trovare il loro spazio, fino al lancio di nuove etichette come Virgin Records. Diversi produttori e artisti britannici lanciarono etichette indipendenti che funzionavano da punti vendita per il loro lavoro e per gli artisti di loro gradimento; La maggior parte fallì le iniziative commerciali o furono acquistate dalle principali etichette.

### Lo sviluppo di uno stile

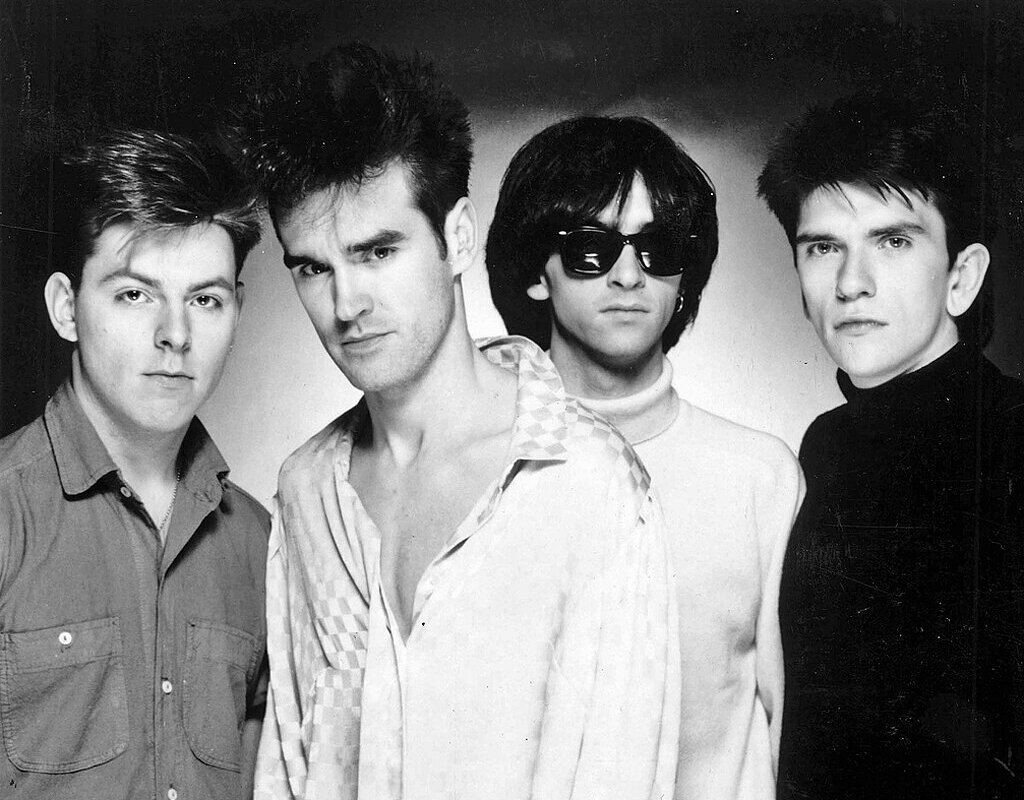
La band Indie pop chiamata The Smiths nel 1985.

Durante gli anni del punk rock, il numero di etichette indipendenti crebbe. Nel 1977, la band di Manchester Buzzcocks pubblicò Spiral Scratch, considerata convenzionalmente la prima uscita rock indipendente. Alla fine degli anni '70, alcune etichette indipendenti del Regno Unito (come Rough Trade, Factory, Fiction e Mute) contribuirono allo sviluppo di uno stile musicale distinto trovato nella musica indie, influenzato dal post-punk e dalla new wave. Alcuni album importanti che contribuirono a questo stile sono Unknown Pleasures (1979) dei Joy Division e Speak & Spell (1981) dei Depeche Mode. Pubblicato su Rough Trade, Inflammable Material (1979) fu il primo album indipendente a vendere oltre 100.000 copie. Negli anni '80, la band indie pop The Smiths, firmò con la Rough Trade, divenendo "un esempio di indie sia musicalmente che culturalmente" secondo The Conversation. Il suono autentico degli Smith contrastava con la comune musica pop iper-prodotta dell'epoca.
La UK Indie Chart fu compilata per la prima volta nel 1980 e la distribuzione indipendente divenne meglio organizzata dalla fine degli anni '70 in poi. Nel 1986, NME pubblicò l'album compilation C86, che ebbe un impatto sullo sviluppo della musica indie. Negli Stati Uniti, la musica indipendente fu diffusa per la prima volta negli anni '80 dalle "college radio" e quindi soprannominata "college rock" (in seguito anche "modern rock" e "alternative rock"). Gli album americani che definiscono quest'epoca includono Daydream Nation dei Sonic Youth (1988) e Doolittle dei Pixies (1989).

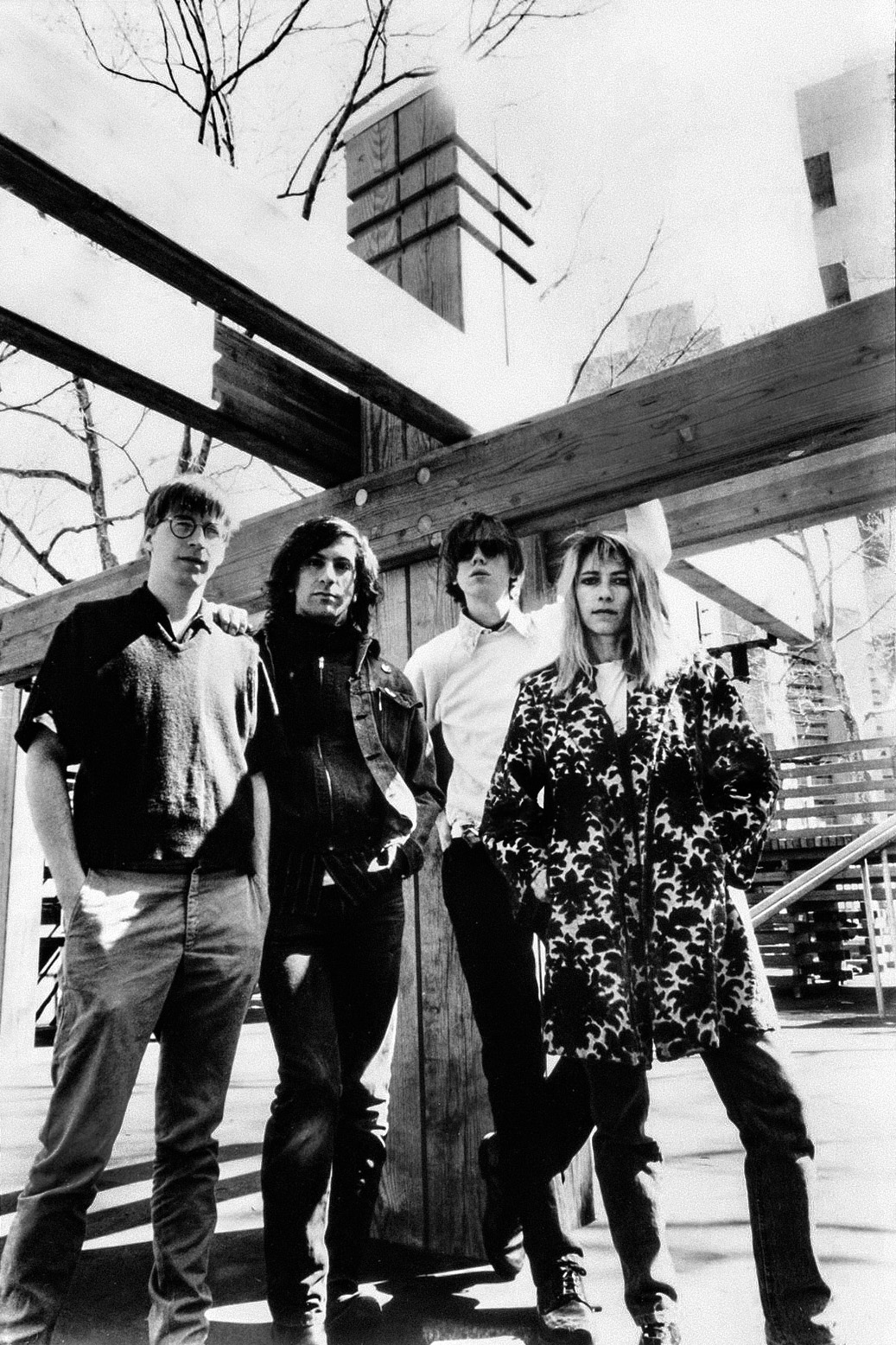
Sonic Youth in una foto promozionale per l'album Sister (1987) uscito per la SST

La musica indie raggiunse un certo successo commerciale negli anni '90, soprattutto con band Britpop come Blur, Pulp e Oasis. Anche band grunge americane come Nirvana, Pearl Jam e The Smashing Pumpkins ottennero un successo mainstream. Nel 1991, i Grammy aggiunsero una sezione "Alternative" alla cerimonia di premiazione, per "forme non tradizionali" esistenti "al di fuori della coscienza musicale mainstream".

### Il nuovo millennio
La facilità di diffusione delle informazioni tramite Internet ha influenzato la diffusione della musica indie negli Stati Uniti e la sua diffusione globale. Gli appassionati di musica non facevano più affidamento alle pubblicazioni o alle riviste per conoscere nuovi artisti. All'inizio del XXI secolo, il termine indie è arrivato a descrivere una serie di sottogeneri correlati ma distinti. Un esempio è l'indie folk, un approccio alla musica folk a bassa fedeltà, come si vede nei Fleet Foxes o nei Bon Iver. Tra le band indie rock più popolari di quest'epoca ci sono gli Arcade Fire e gli Arctic Monkeys. A quel tempo, il termine indie aveva trasceso la definizione di musica pubblicata esclusivamente in modo indipendente, ed era arrivato a rappresentare una "resistenza generale alla cultura popolare e mainstream, evocando realismo, indipendenza e autenticità".

## Etichette discografiche indipendenti
Un'etichetta discografica indipendente è un'etichetta che opera al di fuori del sistema economico e del controllo creativo tipico delle major. Le etichette indipendenti hanno generalmente una maggiore libertà creativa, a costo di budget e personale ridotti. Sono spesso in grado di supportare artisti che lavorano in stili musicali meno popolari, e fanno molto affidamento sul networking personale, o sul passaparola, per esporre i loro gruppi musicali. Le etichette indipendenti sono solitamente piccole operazioni, con quasi nessuna assistenza esterna e hanno a disposizione piccoli uffici.

### La distribuzione
Le modalità in cui un'etichetta indipendente può distribuire la sua musica sono molteplici. Alcune etichette indipendenti sono di proprietà di major, che si occupano della loro distribuzione. Altre etichette invece passano attraverso distributori indipendenti. Molti artisti attuali usano le proprie risorse per produrre, registrare, commercializzare e pubblicare musica tramite Spotify, SoundCloud e altre piattaforme di streaming con i social media in modo diretto e DIY, consentendo una distribuzione più creativa. Su Spotify gli artisti possono ottenere un gran numero di streaming se la loro musica è inclusa in alcune playlist popolari.
Sia per le etichette indipendenti che per quelle major, l'etichetta generalmente possiede il copyright della registrazione sonora. Gli artisti che mantengono i propri copyright di solito devono sacrificare altre parti del loro accordo e danno all'etichetta una licenza temporanea sulle registrazioni.

### I contratti
Un anticipo è un pagamento anticipato delle royalties dall'etichetta affinché l'artista registri l'album; tale anticipo viene poi rimborsato dall'artista attraverso le royalties dell'album. Le etichette indipendenti generalmente erogano anticipi molto più piccoli rispetto alle major, sempre che ne concedano. Alcune etichette indipendenti coprono i costi di registrazione di un album invece di fornire un anticipo. Il vantaggio di prendere anticipi più piccoli è che gli artisti devono rimborsare meno soldi alle etichette discografiche e quindi possono iniziare a trarne profitto più rapidamente.
Ci sono diversi modi in cui un'etichetta discografica indipendente può strutturare il proprio contratto. Alcune etichette indipendenti hanno contratti che sono essenzialmente equivalenti agli accordi delle major. Su un'etichetta major, una percentuale tipica di royalty (ciò che l'artista prende) va dal 13% al 16%; tuttavia, alcune etichette indipendenti offrono suddivisioni 50-50, che funzionano più come una partnership. Un problema è che gli artisti spesso rinunciano alle loro royalties automatiche in accordi 50-50, e può essere più difficile recuperare l'anticipo, il che significa che ci vuole più tempo per ottenere un profitto. Alcune etichette rinunciano del tutto a un contratto formale e i loro accordi includono poche restrizioni.

## Stili
La musica indipendente è una categoria ampia, composta da sottogeneri distinti con influenze provenienti da vari altri generi:

### Indie pop
L'indie pop è uno stile di musica pop che originariamente si sviluppò dal post-punk britannico alla fine degli anni '70. L'indie pop è stato uno dei primi generi della musica indipendente, ed era inizialmente sinonimo di "indie". L'indie pop è caratterizzato da un'attenzione alla melodia, agli arrangiamenti e all'armonia, con meno angoscia e distorsione rispetto all'indie rock. Presenta l'intimità genuinamente casalinga comunemente riscontrata nella musica indipendente. I sottogeneri degni di nota includono il chamber pop, che aggiunge una lussureggiante orchestrazione da camera, e il twee pop, che presenta una "semplicità primitiva".

### Indie rock
Indie rock (anche indicato come semplicemente "indie") è uno stile di musica rock ed è uno dei generi musicali indipendenti più popolari. Inizialmente si era sviluppato dal punk rock e dai movimenti indipendenti ed alternativi degli anni '80, e vedeva nuove scene locali in molte città americane e città universitarie. Anche il neozelandese suono di Dunedin degli anni '70 e '80 fu influente nello sviluppo di Indie Rock. Negli anni '90, il termine Indie Rock prese un'accezione diversa da quella di rock alternativo che veniva usato ora per descrivere le band che da quel retroterra culturale si erano guadagnati una popolarità mainstream e contatti con le major, spinti anche dalla popolarità della scena del grunge di Seattle. Artisti degli anni 2000 degni di nota sono stati The Strokes, Yeah Yeah Yeahs ed Arctic Monkeys, mentre alcuni del 2010 furono The 1975 and Vampire Weekend. L'indie rock ha ispirato una moltitudine di sottogeneri e stili derivati, come dream pop, noise pop, lo-fi, math rock, emo ed altro.

### Indie folk
L'Indie folk è uno stile di musica folk contemporanea che ha avuto origine negli anni '90 con artisti come Elliott Smith e Will Oldham. Il genere si è sviluppato dal folk, adottando un approccio distintamente indipendente ispirato all'indie rock. Il genere ha guadagnato ulteriore popolarità e supporto negli anni 2000 da etichette come Saddle Creek, Barsuk e Sub Pop. Artisti indie folk del XXI secolo degni di nota sono Fleet Foxes, Bon Iver, Great Lake Swimmer, Sufjan Stevens e Phoebe Bridgers. L'indie folk si distingue per la sua strumentazione acustica - e spesso consiste in sola voce e chitarra acustica - sebbene alcuni artisti sperimentino una strumentazione più diversificata. Inoltre, gli artisti indie folk sono spesso cantautori.

### Indietronica
Indietronica o Indie Electronic, è un'ampia categorizzazione della musica che combina stili musicali indipendenti ed elettronica. Non è considerata una scena o un movimento e spesso combina influenze da una gran varietà di generi. Ha origini negli anni '90, con artisti come Stereolab, Arab Strap e Disco Inferno che contribuirono all'evoluzione dello stile. L'indietronica è cresciuta in popolarità negli anni 2000, con la crescente accessibilità alla registrazione domestica e ai sintetizzatori software. Alcuni artisti influenti di questo periodo furono Hot Chip, Metronomy, and The Postal Service. Alcuni artisti del 2010 hanno ottenuto un successo più ampio con la loro musica, ad esempio James Blake and The xx. Gli artisti di indietronica di solito pubblicano la loro musica su etichette indipendenti, con esempi tra cui Sub Pop, Warp e Ghostly International.